# 玛丽·利亚尔科娃

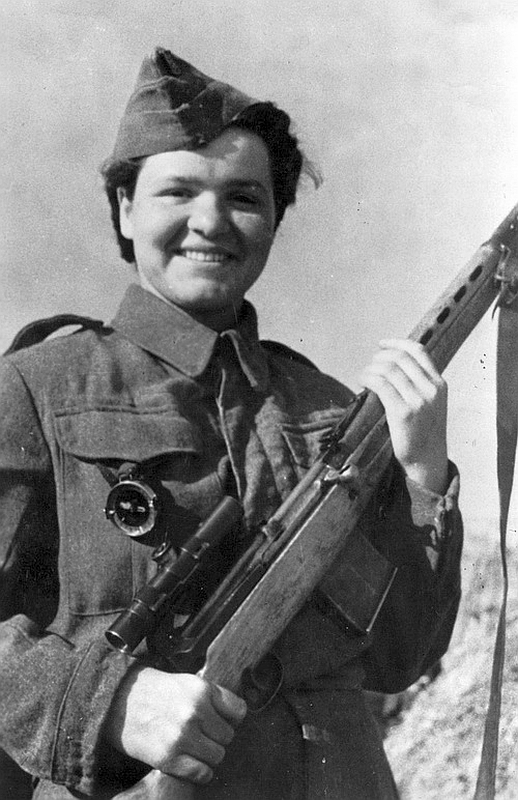
玛丽·利亚尔科娃

玛丽·利亚尔科娃-拉斯托维茨卡（Marie Ljalková-Lastovecká， 1920年12月3日 - 2011年11月7日）是一位捷克斯洛伐克狙击手，在第二次世界大战期间服役于捷克斯洛伐克第一军团。
第二次世界大戰結束后，她选择攻读医学，在奧洛穆茨当过军医，还在布拉格的一家军事医院工作过。后来，她又來到布爾諾的医院工作。她在军中的最终军衔为中校，后由于健康原因退伍，开始从事导游工作，为讲俄语的游客做讲解。她在布爾諾度过了余生。
2010年10月28日，她获颁捷克共和国第二高的军事荣誉白獅勳章（二级）。